# Chan Ho-kei
Chan Ho-kei (Hongkong, 1975) is een Hongkongse schrijver van detectives, sciencefiction en fantasy. Zijn detectiveroman Hongkong noir is in verschillende talen vertaald.
Chan studeerde informatica aan de Chinese University of Hong Kong en werkte daarna als softwarebouwer van computerspellen. Al sinds zijn jeugd is hij liefhebber van detectiveverhalen, en in 2008 werd zijn korte verhaal 'De zaak-Jaap en de bonenstaak' (傑克魔豆殺人事件 Jiékè módòu shārén shìjiàn) genomineerd voor de Mystery Writers of Taiwan Award. Hij won niet, omdat een van de juryleden zeker dacht te weten dat het geen origineel verhaal was, maar een vertaling, waarop Chan zichzelf moest verdedigen. Hij heeft sindsdien verschillende prijzen gewonnen met zijn korte verhalen en romans, waaronder de Soji Shimada Mystery Award voor The Man Who Sold the World (遺忘．刑警 Yíwàng, xíngjǐng) en de prijs van de boekenbeurs van Taipei voor Hongkong noir (13.67).
In Hongkong noir, de eerste grote Hongkongse detectiveroman, lossen superrechercheur Kwan Chun-dok en zijn protegé Sonny Lok in de loop van vijf decennia zes moordzaken op, in omgekeerd chronologische volgorde verteld. Op de achtergrond worden de veranderingen in de Hongkongse samenleving zichtbaar, van de linkse onlusten van 1967 tot de machtsoverdracht aan de Volksrepubliek China in 1997 tot nu. Het boek is in verschillende talen vertaald en de filmrechten zijn gekocht door Wong Kar-wai.
Chan Ho-kei woont in Taiwan, waar ook de meeste van zijn boeken worden uitgegeven.
- Gemeinsame Normdatei: 1120708915
- Library of Congress Control Number: no2017016470
- Bibliotheek van het Japanse parlement: 001113351
- Nationale Bibliotheek van Israël: 987007420985605171
- Système universitaire de documentation: 196389240
- Virtual International Authority File: 310736480
- WorldCat: E39PBJkHqmcCKj9wDWtcr7BByd